# Буличі (Озаль)
45°43′ пн. ш. 15°18′ сх. д. / 45.72° пн. ш. 15.30° сх. д.
Буличі (хорв. Bulići) — населений пункт у Хорватії, у Карловацькій жупанії у складі міста Озаль.

## Населення
Населення за даними перепису 2011 року становило 2 осіб.
Динаміка чисельності населення поселення: